# Thế vận hội Mùa hè 1964
Thế vận hội Mùa hè 1964, tên chính thức là Thế vận hội Mùa hè lần thứ XVIII (tiếng Anh: Games of the XVIII Olympiad), và thường được gọi là Tokyo 1964, là một sự kiện thể thao đa môn quốc tế được tổ chức từ ngày 10 đến ngày 24 tháng 10 năm 1964 tại Tokyo, Nhật Bản. Tokyo từng được trao quyền đăng cai Thế vận hội Mùa hè 1940, nhưng danh hiệu này sau đó được chuyển cho Helsinki do cuộc xâm lược Trung Quốc của Nhật Bản, và cuối cùng bị hủy bỏ vì Chiến tranh Thế giới thứ hai. Tokyo chính thức được chọn làm thành phố đăng cai trong phiên họp lần thứ 55 của Ủy ban Olympic Quốc tế tại Tây Đức vào ngày 26 tháng 5 năm 1959.
Thế vận hội 1964 là kỳ Olympic đầu tiên được tổ chức tại châu Á, và cũng đánh dấu lần đầu tiên Nam Phi bị loại khỏi Thế vận hội do áp dụng chế độ phân biệt chủng tộc (apartheid) trong thể thao. Trước năm 1960, Nam Phi cử các đội tuyển tách biệt theo chủng tộc, phù hợp với hệ thống phân loại sắc tộc của nước này. Với kỳ Thế vận hội 1964, IOC yêu cầu Nam Phi phải cử một đoàn vận động viên đa sắc tộc, và sau khi nước này từ chối, họ bị loại khỏi danh sách tham dự. Tuy vậy, Nam Phi vẫn được phép thi đấu tại Thế vận hội Người khuyết tật 1964, cũng được tổ chức tại Tokyo, đánh dấu lần đầu tiên họ góp mặt ở một kỳ Paralympics.
Thời gian tổ chức Thế vận hội được ấn định vào giữa tháng 10 nhằm tránh cái nóng và độ ẩm oi bức vào mùa hè cũng như mùa bão tháng 9 tại Tokyo. Kỳ Thế vận hội trước đó ở Rome năm 1960 bắt đầu vào cuối tháng 8 và gặp thời tiết nóng nực. Kỳ tiếp theo ở Thành phố Mexico năm 1968 cũng được tổ chức vào tháng 10. Thế vận hội 1964 cũng là kỳ cuối cùng sử dụng đường chạy bằng than xỉ truyền thống trong các môn điền kinh. Kể từ năm 1968, các kỳ Olympic đều dùng đường chạy tổng hợp, mặt nhẵn, chịu mọi thời tiết. Hoa Kỳ dẫn đầu bảng huy chương vàng tại kỳ này, trong khi Liên Xô giành được tổng số huy chương nhiều nhất.
Đây cũng là kỳ thế vận hội đầu tiên được phát sóng quốc tế mà không cần gửi băng ra hải ngoại như tại Thế vận hội 1960. Đại hội được phát sóng đến Hoa Kỳ bằng cách sử dụng vệ tinh thông tin địa tĩnh đầu tiên là Syncom 3, và đến châu Âu bằng cách sử dụng Relay 1. Đây cũng là kỳ thế vận hội đầu tiên có phát sóng truyền hình màu (cục bộ). Lịch sử về Thế vận hội 1964 được tường thuật trong phim tài liệu Tokyo Olympiad năm 1965 do Kon Ichikawa làm đạo diễn.
Năm 2021, do ảnh hưởng của đại dịch COVID-19, Tokyo đã tổ chức Thế vận hội Mùa hè 2020, trở thành thành phố châu Á đầu tiên đăng cai hai kỳ Thế vận hội Mùa hè. Nhật Bản cũng đã hai lần đăng cai Thế vận hội Mùa đông: Sapporo 1972 và Nagano 1998.

## Lựa chọn

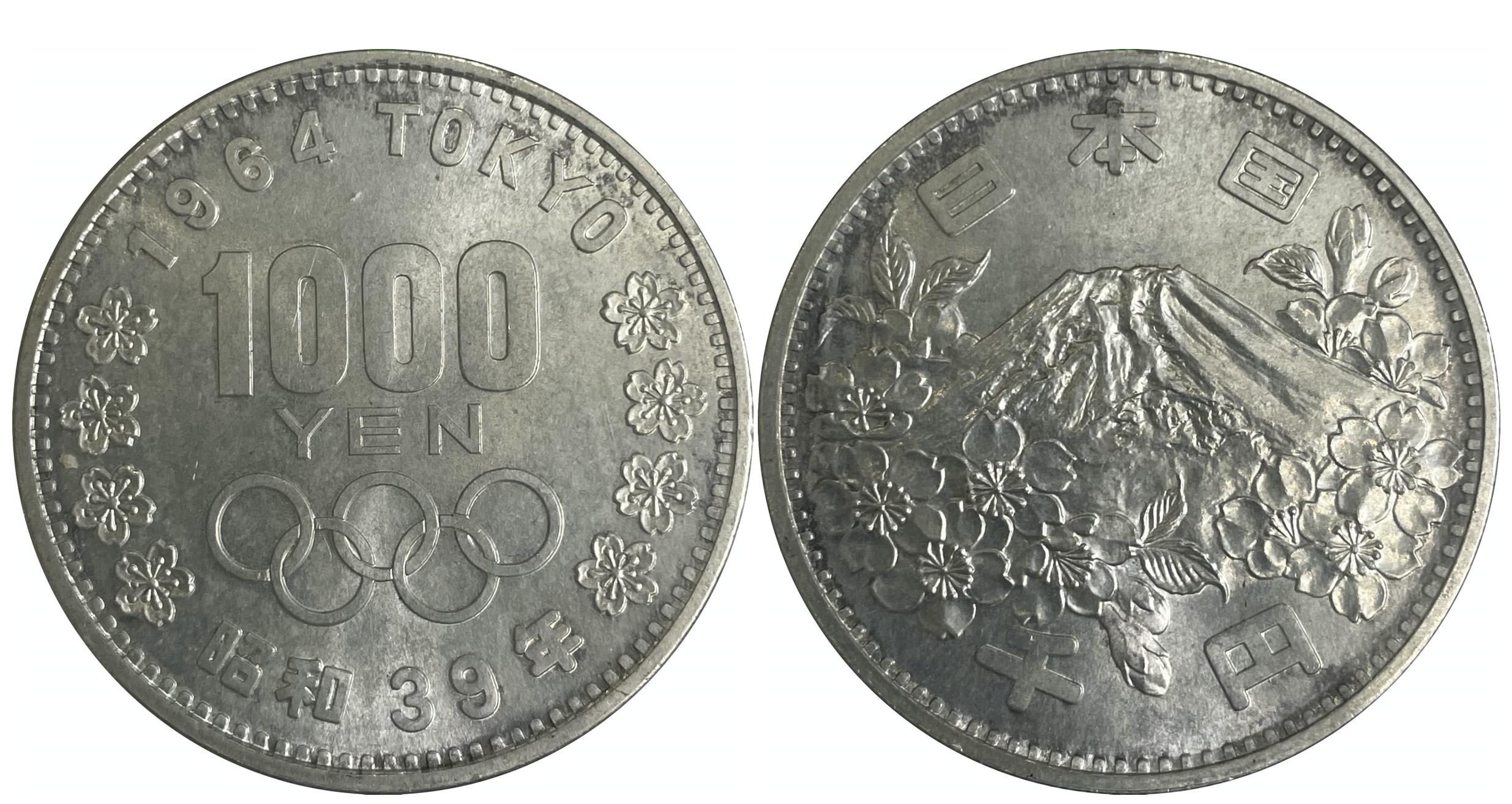
Xu bạc 1000 yen Showa, đúc kỷ niệm Olympic mùa hè 1964

Tokyo giành quyền đăng cai Đại hội vào ngày 26 tháng 5 năm 1959, tại phiên họp IOC lần thứ 55 tại München, Tây Đức, trước hồ sơ ứng cử của Detroit, Bruxelles và Wien.
| Thành phố | Quốc gia | Vòng 1 |
| Tokyo     | Nhật Bản | 34     |
| Detroit   | Hoa Kỳ   | 10     |
| Wien      | Áo       | 9      |
| Bruxelles | Bỉ       | 5      |

## Các điểm đáng chú ý

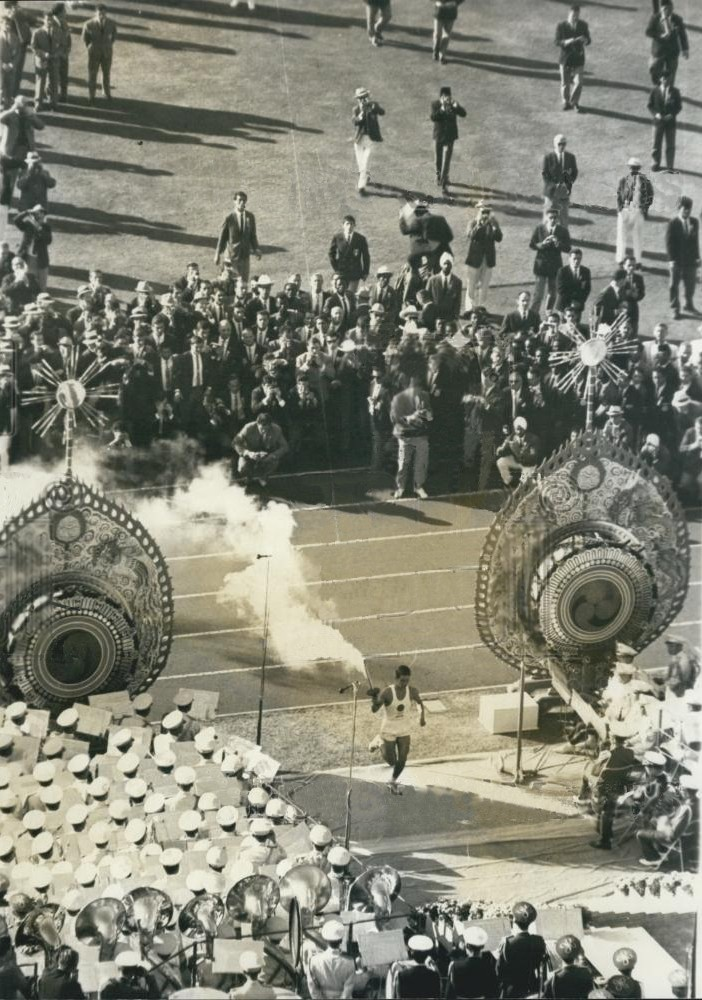
Sakai Yoshinori chạy đến vạc Olympic.

- Koseki Yūji sáng tác ca khúc chủ đề cho lễ khai mạc.
- Sakai Yoshinori thắp sáng ngọn lửa Olympic, anh sinh tại Hiroshima vào ngày 6 tháng 8 năm 1945, đúng vào ngày một quả bom nguyên tử được thả xuống thành phố này.
- Kumi-daiko lần đầu tiên được trưng bày với khán giả toàn cầu tại trình diễn Lễ hội Nghệ thuật.[8]
- Judo và bóng chuyền nữ đều là môn thể thao phổ biến tại Nhật Bản, chúng được đưa vào chương trình thi đấu của Đại hội.[9] Nhật Bản giành ba huy chương vàng trong ba nội dung của môn judo, và đội tuyển bóng chuyền nữ Nhật Bản giành huy chương vàng với trận chung kết được phát sóng trực tiếp.
- Nội dung năm môn phối hợp nữ được đưa vào nội dung môn điền kinh.
- Nhà đương kim vô địch thế giới Watanabe Osamu  kết thúc sự nghiệp với một huy chương vàng cho Nhật Bản tại nội dung vật tự do, trở thành nhà vô địch bất bại duy nhất trong lịch sử Olympic cho đến đương thời.
- Vận động viên thể dục người Liên Xô Larisa Latynina giành hai huy chương vàng, một huy chương bạc và hai huy chương đồng. Cô là người giữ kỷ lục về số huy chương Olympic với 18 (9 vàng, 5 bạc, 4 đồng) cho đến khi Michael Phelps vượt lên vào năm 2012.
- Vận động viên thể dục người Tiệp Khắc Věra Čáslavská giành 3 huy chương vàng, vượt qua Larisa Latynina.
- Vận động viên bơi người Úc Dawn Fraser chiến thắng nội dung 100 m lần thứ ba liên tiếp tại Thế vận hội, một thành tích tương đương Vyacheslav Ivanov trong nội dung chèo thuyền đơn môn rowing.
- Don Schollander (Mỹ) giành bốn huy chương vàng môn bơi.
- Abebe Bikila (Ethiopia) trở thành người đầu tiên hai lần chiến thắng nội dung marathon tại Olympic.
- Vận động viên người New Zealand Peter Snell giành huy chương vàng trong hai nội dung chạy 800 m và 1500 m.
- Vận động viên người Mỹ Billy Mills gây bất ngờ khi giành huy chương vàng nội dung chạy 10.000 m, là người Mỹ đầu tiên đạt được thành tích này.
- Vận động viên người Anh Ann Packer lập kỷ lục thế giới khi bất ngờ chiến thắng tại nội dung 800 m nữ; trong khi chưa từng thi đấu nội dung này ở tầm quốc tế trước Đại hội.
- Bob Hayes giành chức vô địch nội dung chạy 100 m với thời gian 10,0 giây, ngang với kỷ lục thế giới. Anh đạt thành tích 9,9 giây nhờ sức gió tại vòng bán kết song không được công nhận là kỷ lục thế giới.
- Joe Frazier, nhà vô địch quyền Anh hạng nặng tương lai của thế giới, giành một huy chương vàng cho Hoa Kỳ tại nội dung quyền Anh hạng nặng.
- Đây là kỳ thế vận hội mùa hè cuối cùng sử dụng một đường chạy xỉ cho các nội dung điền kinh, và là lần đầu tiên sử dụng các cột sợi thủy tinh trong môn nhảy sào.
- Trong thời gian diễn ra Thế vận hội, cũng phát sinh các sự kiện quốc tế lớn thu hút chú ý như Nikita Khrushchev đột ngột bị loại bỏ và Trung Quốc lần đầu tiến hành thử nghiệm hạt nhân.
- Malaysia, một liên bang hình thành từ một năm trước từ Malaya, Bắc Borneo thuộc Anh và Singapore, lần đầu tham gia Đại hội.

## Môn thi đấu
Thế vận hội Mùa hè 1964 có 163 nội dung trong 19 môn thể thao:* Aquatics
- Thể thao dưới nước
  -  Nhảy cầu (4)

- -  Bơi lội (18)

- -  Bóng nước (1)

- Điền kinh (36)

- Bóng rổ (1)

- Quyền Anh (10)

- Canoeing (7)

- Xe đạp

- - Đường trường (2)
  - Đua lòng chảo (5)
- Cưỡi ngựa

- - Dressage (2)
  - Eventing (2)
  - Nhảy ngựa (2)
- Đấu kiếm (8)

- Khúc côn cầu trên cỏ (1)

- Bóng đá (1)

- Thể dục dụng cụ (14)

- Judo (4)

- Năm môn phối hợp hiện đại (2)

- Chèo thuyền (7)

- Thuyền buồm (5)

- Bắn súng (6)

- Bóng chuyền (2)

- Cử tạ (7)

- Vật

- - Tự do (8)
  - Greco-Roman (8)

Ghi chú: Trong báo cáo của Ủy ban Olympic Nhật Bản, đua thuyền buồm ghi là "yachting".
Môn thể thao trình diễn
- Bóng chày
- Budō

## Lịch thi đấu
Thời gian tính theo giờ chuẩn Nhật Bản (UTC+9)
| ● | Lễ khai mạc |  | Thi đấu | ● | Chung kết | ● | Lễ bế mạc |

| Ngày                      | tháng 10 | tháng 10 | tháng 10 | tháng 10 | tháng 10 | tháng 10      | tháng 10  | tháng 10 | tháng 10  | tháng 10        | tháng 10 | tháng 10  | tháng 10      | tháng 10    | tháng 10 |
| Ngày                      | 10 T7    | 11 CN    | 12 T2    | 13 T3    | 14 T4    | 15 T5         | 16 T6     | 17 T7    | 18 CN     | 19 T2           | 20 T3    | 21 T4     | 22 T5         | 23 T6       | 24 T7    |
| ------------------------- | -------- | -------- | -------- | -------- | -------- | ------------- | --------- | -------- | --------- | --------------- | -------- | --------- | ------------- | ----------- | -------- |
| Điền kinh                 |          |          |          |          | ● ● ●    | ● ●           | ● ● ● ● ● | ● ● ●    | ● ● ● ● ● | ● ●             | ● ● ●    | ● ● ●     |               |             |          |
| Bóng rổ                   |          |          |          |          |          |               |           |          |           |                 |          |           |               | ●           |          |
| Boxing                    |          |          |          |          |          |               |           |          |           |                 |          |           |               | ● ● ● ● ● ● |          |
| Canoeing                  |          |          |          |          |          |               |           |          |           |                 |          |           | ● ● ● ● ● ● ● |             |          |
| Đua xe đạp                |          |          |          |          | ●        |               | ●         | ●        | ●         |                 | ● ●      |           | ●             |             |          |
| Lặn                       |          |          | ●        |          |          | ●             | ●         |          |           | ●               |          |           |               |             |          |
| Cưỡi ngựa                 |          |          |          |          |          |               |           |          |           | ● ●             |          |           |               | ● ●         | ● ●      |
| Đấu kiếm                  |          |          |          |          | ●        | ●             | ●         | ●        |           | ●               | ●        | ●         |               | ●           |          |
| Khúc côn cầu trên cỏ      |          |          |          |          |          |               |           |          |           |                 |          |           |               | ●           |          |
| Bóng đá                   |          |          |          |          |          |               |           |          |           |                 |          |           |               | ●           |          |
| Thể dục                   |          |          |          |          |          |               |           |          |           |                 | ● ●      | ● ●       | ● ● ● ● ●     | ● ● ● ● ●   |          |
| Judo                      |          |          |          |          |          |               |           |          |           |                 |          |           |               | ● ●         |          |
| Năm môn phối hợp hiện đại |          |          |          |          |          | ● ●           |           |          |           |                 |          |           |               |             |          |
| Rowing                    |          |          |          |          |          | ● ● ● ● ● ● ● |           |          |           |                 |          |           |               |             |          |
| Thuyền buồm               |          |          |          |          |          |               |           |          |           |                 |          | ● ● ● ● ● |               |             |          |
| Bắn súng                  |          |          |          |          |          | ●             | ●         | ●        | ●         | ●               | ●        |           |               |             |          |
| Bơi                       |          |          | ● ●      | ● ●      | ● ● ●    | ● ● ●         | ● ●       | ● ●      | ● ●       |                 |          |           |               |             |          |
| Bóng chuyền               |          |          |          |          |          |               |           |          |           |                 |          |           |               | ● ●         |          |
| Bóng nước                 |          |          |          |          |          |               |           |          | ●         |                 |          |           |               |             |          |
| Cử tạ                     |          | ●        | ●        | ●        | ●        |               | ●         | ●        | ●         |                 |          |           |               |             |          |
| Đấu vật                   |          |          |          |          | ● ● ● ●  |               |           |          |           | ● ● ● ● ● ● ● ● |          |           |               |             |          |
| Tổng huy chương vàng      |          | 1        | 4        | 3        | 17       | 19            | 12        | 12       | 13        | 17              | 9        | 14        | 13            | 27          | 2        |
| Lễ                        | ●        |          |          |          |          |               |           |          |           |                 |          |           |               |             | ●        |
| Ngày                      | 10 T7    | 11 CN    | 12 T2    | 13 T3    | 14 T4    | 15 T5         | 16 T6     | 17 T7    | 18 CN     | 19 T2           | 20 T3    | 21 T4     | 22 T5         | 23 T6       | 24 T7    |
| Ngày                      | tháng 10 |          |          |          |          |               |           |          |           |                 |          |           |               |             |          |

## Bảng tổng sắp huy chương[10]
Theo quy ước, các quốc gia được xếp hạng theo số huy chương vàng mà họ nhận được, tiếp đến là số huy chương bạc, và cuối cùng là huy chương đồng.
| Hạng                | NOC                          | Vàng | Bạc | Đồng | Tổng số |
| ------------------- | ---------------------------- | ---- | --- | ---- | ------- |
| 1                   | Hoa Kỳ                       | 36   | 26  | 28   | 90      |
| 2                   | Liên Xô                      | 30   | 31  | 35   | 96      |
| 3                   | Nhật Bản                     | 16   | 5   | 8    | 29      |
| 4                   | Đoàn thể thao Đức thống nhất | 10   | 22  | 18   | 50      |
| 5                   | Ý                            | 10   | 10  | 7    | 27      |
| 6                   | Hungary                      | 10   | 7   | 5    | 22      |
| 7                   | Ba Lan                       | 7    | 6   | 10   | 23      |
| 8                   | Úc                           | 6    | 2   | 10   | 18      |
| 9                   | Tiệp Khắc                    | 5    | 6   | 3    | 14      |
| 10                  | Anh Quốc                     | 4    | 12  | 2    | 18      |
| 11–41               | Các nước còn lại             | 29   | 40  | 48   | 117     |
| Tổng số (41 đơn vị) | Tổng số (41 đơn vị)          | 163  | 167 | 174  | 504     |

## Các quốc gia tham dự

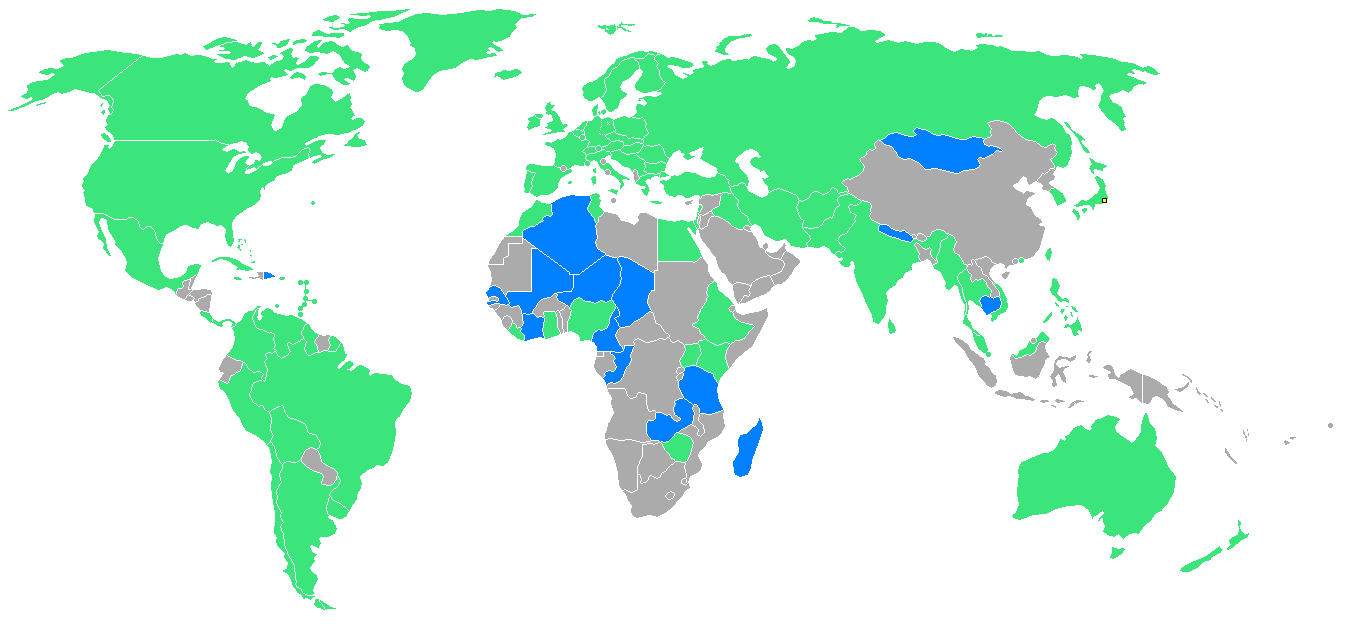
Quốc gia tham dự

Có 94 quốc gia tham gia Thế vận hội năm 1964. Mười sáu quốc gia lần đầu tiên góp mặt tại Olympic Tokyo, bao gồm: Algeria, Cameroon, Chad, Cộng hòa Congo, Bờ Biển Ngà, Cộng hòa Dominica, Libya (nhưng đã rút lui trước khi thi đấu), Madagascar, Malaysia, Mali, Mông Cổ, Nepal, Niger, Bắc Rhodesia,  Senegal và Tanzania (dưới tên gọi Tanganyika).
Bắc Rhodesia giành được độc lập hoàn toàn với tên gọi Zambia đúng vào ngày lễ bế mạc Olympic. Các vận động viên đến từ Nam Rhodesia thi đấu dưới danh nghĩa Rhodesia; đây là lần cuối cùng trong ba lần xuất hiện của đại diện Rhodesia tại Thế vận hội Mùa hè. Zimbabwe sau này sẽ lần đầu tiên tham dự Olympic vào năm 1980.
Các vận động viên Đông Đức và Tây Đức thi đấu cùng nhau dưới tên gọi Đội Thống Nhất Đức, như họ đã làm tại các kỳ Thế vận hội năm 1956 và 1960. Hai quốc gia này sẽ bắt đầu cử đội tuyển riêng biệt từ Thế vận hội Mùa đông năm 1968.
Indonesia bị cấm tham dự Thế vận hội 1964 do từ chối cấp thị thực cho các vận động viên Israel và Đài Loan tại Đại hội Thể thao châu Á năm 1962. Indonesia ban đầu bị cấm sau cuộc họp ở Lausanne vào ngày 7 tháng 2 năm 1963. Tuy nhiên, quyết định này đã được thay đổi vào ngày 26 tháng 6 năm 1964 sau khi chính phủ Indonesia thay đổi quan điểm đối với Thế vận hội Tokyo.
| - Afghanistan (8) - Algérie (1) - Argentina (102) - Úc (243) - Áo (56) - Bahamas (11) - Bỉ (61) - Bermuda (4) - Bolivia (1) - Brasil (61) - Bulgaria (63) - Miến Điện (11) - Campuchia (13) - Cameroon (1) - Canada (115) - Ceylon (6) - Tchad (2) - Chile (14) - Colombia (20) - Cộng hòa Congo (2) - Costa Rica (2) - Cuba (27) - Tiệp Khắc (104) - Đan Mạch (60) - Cộng hòa Dominica (1) - Ai Cập (73) - Ethiopia (12) - Phần Lan (89) - Pháp (138) - Ghana (33) - Anh Quốc (204) - Hy Lạp (18) - Guyana (1) - Hồng Kông (39) - Hungary (182) - Iceland (4) - Ấn Độ (53) - Iran (62) - Iraq (13) - Ireland (25) - Israel (10) - Ý (168) - Bờ Biển Ngà (9) - Jamaica (21) - Nhật Bản (328) (chủ nhà) - Kenya (37) - Liban (5) - Liberia (1) - Liechtenstein (2) - Luxembourg (12) - Madagascar (3) - Malaysia (61) - Mali (2) - México (94) - Monaco (1) - Mông Cổ (21) - Maroc (20) - Nepal (6) - Hà Lan (125) - Antille thuộc Hà Lan (4) - New Zealand (64) - Niger (1) - Nigeria (18) - Bắc Rhodesia (12) - Na Uy (26) - Pakistan (41) - Panama (10) - Perú (31) - Philippines (47) - Ba Lan (140) - Bồ Đào Nha (20) - Puerto Rico (32) - Đài Loan (40) - Rhodesia (29) - România (138) - Sénégal (12) - Hàn Quốc (154) - Liên Xô (317) - Tây Ban Nha (51) - Thụy Điển (94) - Thụy Sĩ (66) - Tanganyika (4) - Thái Lan (54) - Trinidad và Tobago (13) - Tunisia (9) - Thổ Nhĩ Kỳ (23) - Uganda (13) - Hoa Kỳ (346) - Đoàn thể thao Đức thống nhất (337) - Uruguay (23) - Venezuela (16) - Việt Nam (16) - Nam Tư (75) |

- Libya tham gia lễ khai mạc, song vận động viên duy nhất bỏ cuộc.[13]

## Địa điểm tổ chức

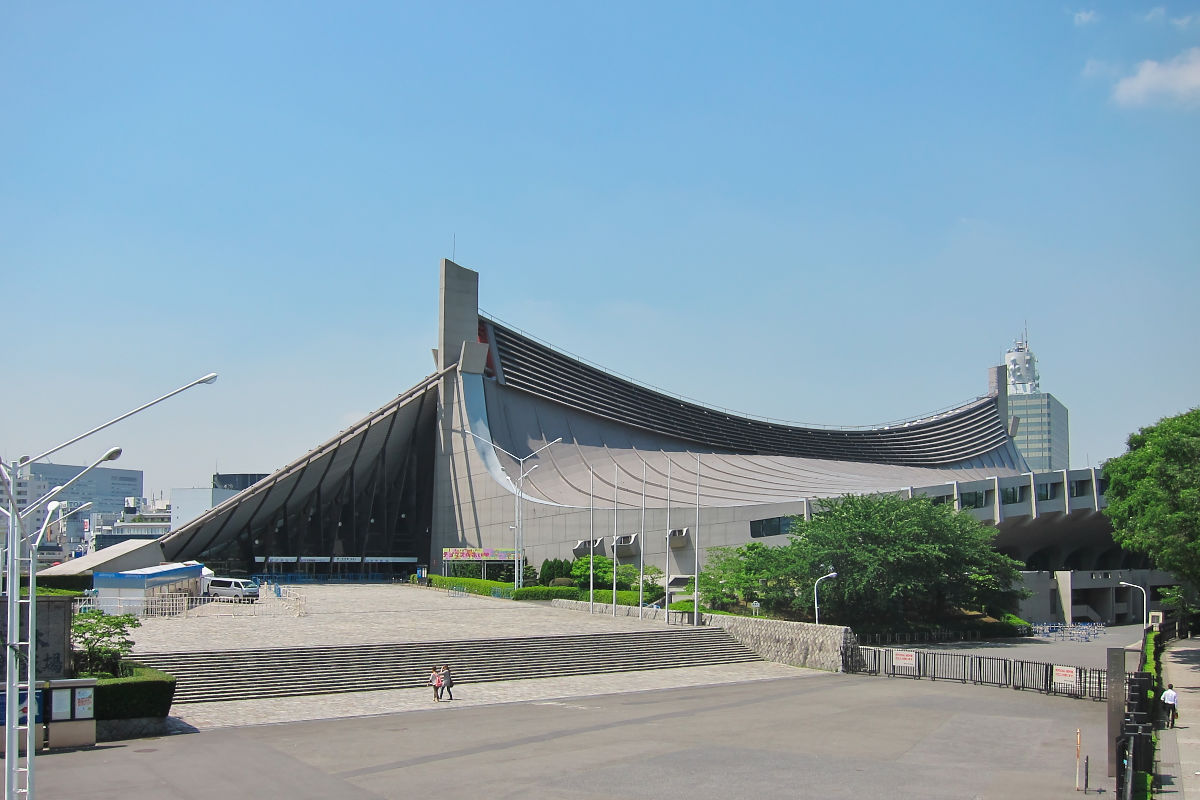
Trung tâm thể dục quốc gia Yoyogi, do Kenzo Tange thiết kế.

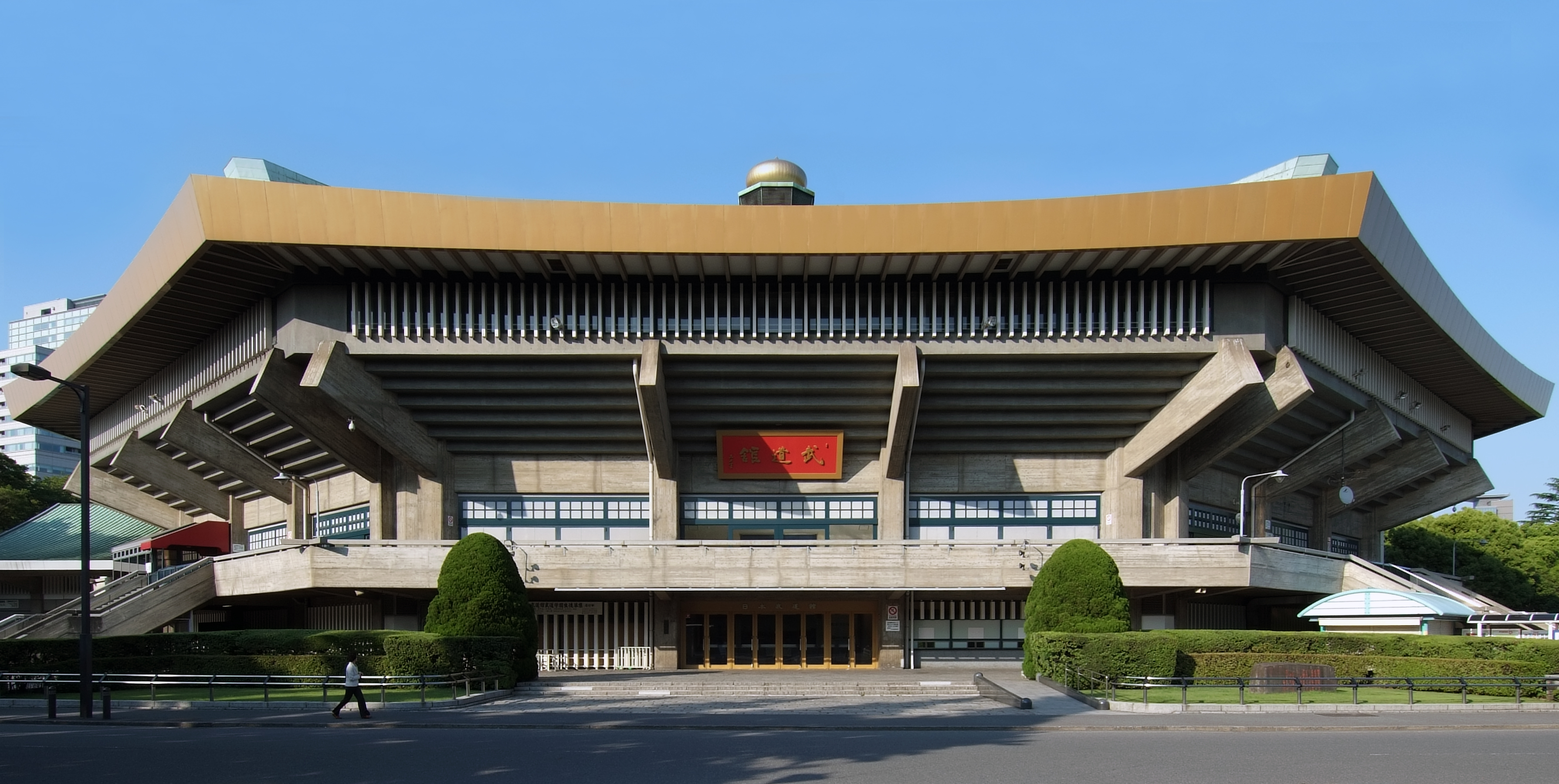
Nippon Budokan

- Công viên Asaka Nezu – Năm môn phối hợp hiện đại (cưỡi ngựa)
- Trường bắn Asaka – Năm môn phối hợp hiện đại (bắn súng), Bắn súng (súng ngắn/ súng trường)
- Thành phố Chofu – Điền kinh (marathon, đi bộ 50 km)
- Enoshima – Thuyền buồm
- Thành phố Fuchu – Điền kinh (marathon, đi bộ 50 km)
- Thành phố Hachioji – Đua xe đạp (đường phố)
- Sân đua Hachioji – Đua xe đạp (đường đua)
- Karasuyama-machi – Điền kinh (marathon, đi bộ 50 km)
- Karuizawa – Cưỡi ngựa
- Kemigawa – Năm môn phối hợp hiện đại (chạy)
- Trung tâm Thể dục Komazawa – Vật
- Sân khúc côn cầu Komazawa – Khúc côn cầu trên cỏ
- Sân vận động Komazawa – Bóng đá
- Sân bóng chuyền Komazawa – Bóng chuyền
- Cung điện băng Korakuen – Quyền Anh
- Hồ Sagami – Canoeing
- Sân bóng đá Mitsuzawa – Bóng đá
- Sân vận động Nagai – Bóng đá
- Trung tâm Thể dục quốc gia – Bóng rổ (chung kết), lặn, năm môn phối hợp hiện đại (bơi), bơi
- Sân vận động quốc gia – Điền kinh, cưỡi ngựa (nhảy đồng đội), bóng đá (chung kết)
- Nippon Budokan – Judo
- Sân vận động thể dục Nishikyogoku – Bóng đá
- Sân bóng đá Ōmiya – Bóng đá
- Sân bóng đá tưởng niệm Thân vương Chichibu – Bóng đá
- Sasazuka-machi – Điền kinh (marathon, đi bộ 50 km)
- Công hội đường Shibuya – Cử tạ
- Shinjuku – Điền kinh (marathon, đi bộ 50 km)
- Sân rowing Toda – Rowing
- Trường bắn Tokorozawa – Bắn súng (trap)
- Trung tâm thể dục Tokyo – Thể dục
- Bể bơi trong nhà Tokyo – Bóng nước
- Đại học Waseda – Đấu kiếm, năm môn phối hợp hiện đại (đấu kiếm)
- Trung tâm thể dục văn hóa Yokohama – Bóng chuyền

## Giao thông và liên lạc
Đây là kỳ thế vận hội đầu tiên được phát sóng quốc tế. Đại hội được phát sóng đến Hoa Kỳ thông qua Syncom 3, vệ tinh thông tin địa tĩnh đầu tiên, và đến châu Âu qua Relay 1, một vệ tinh cũ hơn chỉ cho phép truyền 15–20 phút trong mỗi quỹ đạo của nó. Tổng thời gian phát sóng các chương trình qua vệ tinh là 5 giờ 41 phút tại Hoa Kỳ, 12 giờ 27 phút tại Canada, và 14 giờ 18 phút tại châu Âu. Hình ảnh nhận qua vệ tinh tại Hoa Kỳ, Canada và 21 quốc gia tại châu Âu.
Cáp thông tin xuyên Thái Bình Dương đầu tiên là TRANSPAC-1 nối từ Nhật Bản đến Hawaii cũng được hoàn thành vào tháng 6 năm 1964 nhằm phục vụ đại hội. Trước đó, hầu hết thông tin từ Nhật Bản đến các quốc gia khác truyền qua sóng ngắn.
Thời gian bắt đầu hoạt động tàu cao tốc Tokaido Shinkansen giữa ga Tokyo và ga Shin-Ōsaka được lên kế hoạch trùng với Thế vận hội. Các chuyến tàu chạy cố định theo lịch trình bắt đầu vào ngày 1 tháng 10 năm 1964, chỉ 9 ngày trước khi Thế vận hội khai mạc, vận chuyển hành khách đi xa 515 kilômét (320 mi) trong khoảng 4 tiếng, liên kết ba khu vực đô thị chính là Tokyo, Nagoya, và Osaka.
Một số kế hoạch nâng cấp xa lộ và đường sắt đô thị được điều chỉnh để hoàn thành vào dịp đại hội. Trong số 8 tuyến cao tốc chính do chính quyền Tokyo phê duyệt vào năm 1959, tuyến số 1, số 4 và một phần tuyến số 2 và số 3 được hoàn thành để phục vụ đại hội. Hai tuyến tàu điện ngầm có tổng chiều dài 22 kilômét (14 mi) cũng hoàn toàn để phục vụ đại hội, và hạ tầng cảng của Tokyo được mở rộng để phục vụ lưu lượng dự kiến.

## Di sản
Thế vận hội Mùa hè 1964 tại Tokyo đánh dấu sự tiến bộ và tái xuất của Nhật Bản trên vũ đài thế giới. Nhật Bản mới không còn là một đối thủ thời chiến, mà là một quốc gia hòa bình không đe dọa bất kỳ ai, và hoàn thành biến đổi này trong ít hơn 20 năm.
Mặc dù chính sách ngoại giao của Nhật Bản trong Chiến tranh lạnh là liên kết mật thiết với Hoa Kỳ, song Tokyo đăng cai Thế vận hội Mùa hè 1964 trong tinh thần cam kết hòa bình với toàn thể cộng đồng quốc tế, trong đó có các quốc gia Cộng sản. Mục tiêu là để biểu thị với thế giới rằng Nhật Bản đã hoàn toàn khôi phục từ chiến tranh, và đã từ bỏ chủ nghĩa đế quốc và chủ nghĩa quân phiệt, hoan nghênh thể thao thành tích cao. Thể thao được duy trì hoàn toàn tách biệt với chính trị. Sự kiện này là một thành công lớn đối với thành phố và cho Nhật Bản nói chung, khi không xảy ra sự cố không hay nào. Chính sách ngoại giao của Nhật Bản được mở rộng bằng việc bao gồm cả chính sách thể thao khi quốc gia này cử đội tuyển đi thi đấu quốc tế trên toàn cầu.
Để tổ chức một sự kiện lớn như vậy, hạ tầng của Tokyo cần phải được hiện đại hóa để phục vụ số lượng lớn du khách theo dự kiến. Sinh lực và chi phí khổng lồ được dành cho việc nâng cấp hạ tầng vật chất của thành phố, với các tòa nhà, xa lộ, sân vận động, khách sạn, cảng hàng không và đường tàu. Nhật Bản có một vệ tinh mới để tạo điều kiện cho phát sóng trực tiếp ra quốc tế. Nhiều tuyến đường tàu và tàu điện ngầm, đường sắt nhanh nhất thế giới đương thời Tokaido Shinkansen được hoàn thành. Cảng hàng không quốc tế Haneda và Cảng Tokyo được hiện đại hóa. Phát sóng quốc tế qua vệ tinh bắt đầu, và Nhật Bản lúc này liên kết với thế giới qua một cáp thông tin mới đi dưới mặt biển. YS-11 là một loại máy bay tuabin cánh quạt thương mại được phát triển tại Nhật Bản, nó được sử dụng để chở ngọn lửa Olympic tại nội địa Nhật Bản. Đối với môn bơi, một hệ thống bấm giờ mới bắt đầu ghi giờ khi có tiếng súng khởi động và dừng bằng touchpad. Chụp ảnh cán đích sử dụng một bức ảnh với các hàng trên đó được bắt đầu sử dụng để xác định kết quả chạy nước rút. Tất cả đều biểu thị rằng Nhật Bản nay là thành viên của thế giới thứ nhất và là một thủ lĩnh công nghệ, và đương thời biểu thị cách thức mà các quốc gia khác có thể hiện đại hóa. Để chuẩn bị cho đại hội, 200.000 mèo và chó hoang bị bắt và tiêu hủy.
Tuy nhiên, các dự án xây dựng dẫn đến một số tổn hại môi trường, buộc một số cư dân phải tái định cư, và thiệt hại trong một số ngành công nghiệp. Ngoài ra, tham nhũng của các chính trị gia và công ty xây dựng khiến chi phí vượt quá mức và một số công trình có chất lượng kém. Giống như nhiều Thế vận hội khác, các nhà quan sát sau đó nói rằng các dự án chuản bị và xây dựng cho Thế vận hội Mùa hè 1964 có một tác động tiêu cực đến môi trường và người thu nhập thấp.
Mặc dù dư luận quần chúng về Thế vận hội tại Nhật Bản ban đầu bị chia rã, song đến khi đại hội khai mạc thì hầu hết mọi người đều ủng hộ. Có trên 70% khán giả truyền hình xem lễ khai mạc, và có trên 80% xem trận chung kết của đội tuyển bóng chuyền nữ Nhật Bản.

## Tẩy chay
Bắc Triều Tiên rút các vận động viên khỏi Nhật Bản ngay trước khi Thế vận hội khai mạc, nguyên nhân là IOC từ chối các vận động viên từng tham dự Đại hội thể thao các lực lượng mới nổi (GANEFO) được tổ chức tại Jakarta, Indonesia.